# Katarina Hahr
Anna Maria Katarina Hahr, född 5 mars 1961, död 9 november 2021, var en svensk radiojournalist och producent. Hon var ansvarig för programserierna Samtal pågår, Välviljans apartheid och ledde intervjuprogrammet Katarina Hahr möter.

## Biografi
Efter gymnasiet studerade Hahr på Calle Flygares teaterskola och medverkade bland annat i Dramaten-uppsättningar av Henrik Ibsens Frun från havet och Molières Don Juan. Därefter bytte hon karriär och slutförde 1994 en journalisthögskoleutbildning i Stockholm.

### Dokumentärer, intervjuprogram
Därpå producerade Hahr ett antal radiodokumentärer om blindhet. följdes av Jag ser inte mitt barn (2003) och När du blev blind (2011). Temat tog sin utgångspunkt i hennes egen situation; hon drabbades under uppväxten av kronisk irit, vilket ledde till rödögdhet och ljuskänslighet. År 1991 blev hon en av de första i Sverige att genomgå hornhinnetransplantation. Operationen lyckades, men senare tillstötte näthinneavlossning och Hahr förlorade synen.
Den Ikaros-nominerade dokumentären Blind ledde till anställning på Sveriges Radio, där hon inledde med två år på P4 Radio Gotland och som programledare för Hahr Gårdinger. Därefter återvände hon till Stockholm, där hennes arbete sedan 1997 i stor utsträckning kom att handla om personliga intervjuprogram med livsfrågor som ett av flera teman. Den karriärinriktningen startade efter en intervju med Lars Norén.
I sin radioverksamhet producerade Hahr i tio års tid (fram till 2009) Samtal pågår för P1:s livsåskådningsredaktion. Åren 2009–2010 skapade hon programserien Välviljans apartheid.
Många av Hahrs intervjuprogram producerades under den fasta titeln Katarina Hahr möter, sedan 2012 ett drygt hundratal intervjuprogram. Varje säsong av Katarina Hahr möter hade minst ett nytt bärande tema.
År 2018, 2019 och 2020 ledde hon specialprogram under julen tillsammans med Mauro Scocco.

### Privatliv, kommunal konflikt
Katarina Hahr bodde i Stockholm tillsammans med sin make och deras son.
År 2015 uppmärksammades att Stockholms stad dragit in den ledsagning Katarina Hahr haft i 20 års tid. Ledsagningen återkom dock 2017, detta efter att Hahr stridit i domstol mot kommunen och fått rätt i två instanser.
| ”               | Den som inte kan se, lyssnar bättre | „ |
| – Katarina Hahr |                                     |   |

## Radioprogram (urval)
- Samtal pågår (1999–2009)
- Väviljans apartheid (2010)
- Katarina Hahr möter (2012–)[13]
  - "Män och moderskap" (2013)
  - "Ljus och mörker i livet" (2014)
  - "Självförtroende" (tema 2015)
  - "Lycka", "respekt", "kärlek" (teman 2016)
  - "Rädsla", "avund" (tema 2017)
  - "Tillit" (tema 2018)
  - "Föräldraskap", "skuld" (teman 2019)
  - "Passion" (tema 2020)